# Ley de la Cinematografía Nacional (Venezuela)
La Ley de la Cinematografía Nacional, es una ley aprobada en el año 1993 por el Congreso de Venezuela que busca proteger los derechos de la comunidad cinematográfica y promover el trabajo de sus productores tanto a nivel nacional como internacional. El 2 de junio del año 2015, integrantes de la Comisión Permanente de Cultura y Recreación de la Asamblea Nacional, el presidente del Centro Nacional Autónomo de Cinematografía (CNAC) y diversos representantes de la comunidad cinematográfica venezolana se reunieron para discutir una posible reforma a la Ley, en búsqueda de promover el cine nacional y disminuir la proyección de películas de origen extranjero.

## Origen
En el año 1981, el presidente Luis Herrera Campins crea el Fondo de Fomento Cinematográfico (Foncine), el cual tenía el objetivo de promover la producción cinematográfica nacional a través del financiamiento para la producción de largometrajes y cortometrajes. 
Para el año 1990 se crea por decreto presidencial la Cinemateca Nacional, la cual se encuentra vigente en la actualidad y tiene como objetivo proteger todo contenido audiovisual que se haya generado y se siga creando en el país.
Después de varios años, el 8 de septiembre de 1993 se aprueba la primera Ley de Cinematografía Nacional durante el gobierno de Ramón J. Velásquez, con el objetivo de ofrecer un instrumento que lograra organizar el gremio cinematográfico y modernizar dicho sector en el país. Sin embargo, esta primera versión de la ley no contemplaba ninguna protección al productor o distribuidor, por lo cual cuestiones como la cuota de pantalla para películas nacionales siguió siendo un problema que afectaba fuertemente la difusión de estas producciones.
Más adelante, el 26 de octubre del año 2005, se da la primera reforma a la ley, en la cual se cambia su nombre a Ley de la Cinematografía Nacional (Gaceta Oficial Nº 5.789), y se realizan varios cambios, tales como la inclusión de un porcentaje de cuota de pantalla para el cine venezolano, más participación de la empresa privada en la actividad cinematográfica a través de impuestos e incentivos fiscales y, la creación del Fondo de Promoción y Financiamiento del Cine (FONPROCINE)  que tenía como finalidad el fomento, promoción, desarrollo y financiamiento de la industria cinematográfica nacional.
En el año 2006, mediante un decreto del ejecutivo nacional se crea la Villa del Cine, la cual es la primera casa productora del estado y tendría el rol de producir películas que promuevan la identidad nacional, valores culturales, diversidad y otros temas que fomentaran las costumbres de la nación.
Para el 2014, se propuso una nueva reforma y, en el año 2015, integrantes de la Comisión Permanente de Cultura y Recreación de la Asamblea Nacional, del Centro Nacional Autónomo de Cinematografía (CNAC) y diversos representantes de la comunidad cinematográfica venezolana se reunieron para discutir las diversas propuestas pero no se llegó a tal reforma de la ley.  Actualmente se está tratando de reprogramar una nueva evaluación de dichas propuestas y con esto, reformar el cine venezolano.

## Composición y características
Cuenta con 72 artículos, divididos en 5 capítulos y 12 títulos, en los cuales resaltan los siguientes aspectos:

### Protección y desarrollo del cine en Venezuela
Según lo establecido en los artículos 1 y 3, y a modo de preámbulo, dicha ley tiene como principal función y objeto, el desarrollo (libre circulación de las obras cinematográficas), fomento, difusión (producción y distribución), además de protección y conservación de todo mensaje audiovisual, así como de las imágenes diacrónicas organizadas en discurso, teniendo la posibilidad de ser exhibidas en cualquier medio masivo.

### Ente responsable y funciones
Los artículos 5 y 6 indican la creación del Centro Nacional Autónomo de Cinematografía (CNAC), adscrito al Ministerio de la Cultura. Dentro de este ente, existen órganos que lo conforman: El Consejo Nacional Administrativo, el Comité Ejecutivo y el Fondo de Promoción y Financiamiento del Cine (FONPROCINE).
En el artículo 7 se establecen las funciones del CNAC para el cumplimiento de los objetivos planteados, en donde destacan algunas como:
- Diseñar los lineamientos generales de la política cinematográfica.

- Incentivar la creación y protección de las salas de exhibición cinematográficas.

- Fomentar el desarrollo y mantenimiento de la infraestructura cinematográfica.

- Fomentar la constitución de fondos autónomos regionales y municipales para la producción, realización, distribución, exhibición y difusión de la cinematografía nacional.

De igual manera, en el artículo 8, de una forma más específica, se identifican las obligaciones de los órganos como El Consejo Nacional Administrativo, quien cumple funciones tales como: aprobación y planificación de actividades, fijar políticas de financiamiento y, promover convenios.

### Presidente del CNAC
El artículo 13 corresponde al Presidente del Centro Nacional Autónomo de Cinematografía, quien es libre de nombramiento y remoción del Presidente de la República, y cuenta con las siguientes atribuciones:
- Ejercer la representación legal del Centro Nacional Autónomo de Cinematografía (CNAC).

- Elaborar y presentar el Plan Operativo Interno y el Proyecto de Presupuesto Anual de ingresos y gastos, y someterlo a la aprobación del Comité Ejecutivo.

- Presentar al Consejo Nacional Administrativo del Centro Nacional Autónomo de Cinematografía (CNAC), el Anteproyecto del Plan de Cinematografía y adoptar las iniciativas más convenientes para su ejecución y desarrollo.

- Aplicar las sanciones establecidas en esta Ley y elevar las solicitudes de exoneración al Comité Ejecutivo.

PRESIDENTES:
1. Sergio Dahba
2. Abdel Güerere
3. Gileni Gómez Muci
4. Maurice Reyna
5. Juan Carlos Lossada (1)
6. Luis Girón
7. Juan Carlos Lossada (2)
8. Andrea Gouverneur
9. Alizar Dahdah
10. Juan Carlos Lossada (3)
11. Aracelis García
12. Roque Valero
13. Vladimir Sosa Sarabia

Fuente: Gil Molina / Proyecto Identidad.

### Patrimonio del CNAC
En el artículo 16, el patrimonio del Centro Nacional Autónomo de Cinematografía (CNAC), estará integrado por:
1. Sus derechos, bienes, acciones y obligaciones.
2. Los aportes que le sean asignados por ley.
3. El producto de las tasas establecidas en esta Ley y los ingresos por servicios que preste la institución.
4. Los aportes o donaciones efectuados por personas naturales o jurídicas.
5. El monto de las multas y sanciones aplicadas por el Centro Nacional Autónomo de Cinematografía (CNAC).
6. El monto que el Fondo de Promoción y Financiamiento del Cine (FONPROCINE), transfiera anualmente al Centro Nacional Autónomo de Cinematografía (CNAC).

### La cultura cinematográfica y su distribución
En el artículo 17 se establece que el CNAC estimulará y podrá realizar actividades tales como: La importación de obras cinematográficas de relevante calidad artística y cultural; la docencia, investigación, conservación, archivo y difusión cultural de obras cinematográficas y la coordinación de la participación en esta tarea de otras instituciones públicas o privadas que desarrollen actividades afines; Estimular la asistencia de espectadores a las salas de exhibición cinematográficas; e incentivar y promover la constitución de los comités de espectadores.
Buscando una distribución adecuada y eficaz de todo material audiovisual, dicha ley cuenta con artículos específicos que señalan un adecuado manejo de la exhibición de los filmes:
Artículo 22. El Centro Nacional Autónomo de Cinematografía (CNAC), promoverá una política de distribución de obras cinematográficas de relevante calidad artística y cultural.
Artículo 23. Las salas de exhibición cinematográficas son áreas de naturaleza cultural y recreativa. Las entidades públicas y privadas, nacionales, estatales y municipales, promoverán e incentivarán su construcción y conservación en beneficio de la colectividad.
Artículo 26. Toda obra cinematográfica o audiovisual previamente a su distribución, comercialización y exhibición, deberá someterse a la clasificación correspondiente por grupos de edades, ante el Centro Nacional Autónomo de la Cinematografía (CNAC). El Reglamento establecerá el procedimiento a seguir para dar cumplimiento a la presente disposición, todo ello, sin menoscabo de lo establecido en la Ley Orgánica del Poder Público Municipal.

### Copiado y Comercialización
Cada distribuidor deberá realizar una cuota mínima de copiado que no sea inferior al 20% del número de copias de las obras cinematográficas extranjeras que comercialice, según establece el artículo 29. En cuanto a la comercialización, el artículo 30 indica que toda obra o producto audiovisual venezolano tendrá garantizado su estreno, contando con una pantalla anual variable:
1. Para los complejos cinematográficos que cuenten con más de cinco pantallas, el equivalente a doce semanas cine.
2. Para los complejos cinematográficos que cuenten entre dos y cinco pantallas, el equivalente a seis semanas cine.
3. Para los complejos cinematográficos que cuenten con una pantalla, el equivalente a tres semanas cine.

Así mismo, la permanencia mínima de exhibición en las salas de cine será de dos semanas.
El CNAC será quien decida la continuidad de una película según su cifra de continuidad (número de boletos que debe vender la obra para continuar su presentación al público). Esto aplica a material nacional e internacional, según el artículo 34.

### De la promoción y el financiamiento de la industria del cine
Se tiene un fondo autónomo sin personalidad jurídica, denominado Fondo de Promoción y Financiamiento del Cine (FONPROCINE), adscrito y administrado por el Centro Nacional Autónomo de Cinematografía (CNAC), con patrimonio separado, el cual estará constituido por los aportes del sector público o privado, ingresos provenientes de cooperación internacional y los ingresos que generen las actividades de desarrollo o promoción de cine. Todo esto según el artículo 36 del reglamento.
Según el artículo 40, este dinero estará destinado a:
1. La realización de obras cinematográficas nacionales.
2. La distribución de obras cinematográficas nacionales, latinas e iberoamericanas independientes y cualquier obra de calidad de la cinematografía universal que contribuya al desarrollo del principio de la diversidad cultural.
3. El establecimiento, acondicionamiento y mejoramiento de las salas de exhibición cinematográficas.
4. El establecimiento o acondicionamiento de laboratorios de procesamiento y copiado cinematográfico.
5. El establecimiento o acondicionamiento de instalaciones de doblaje, sub-titulación, posproducción cinematográfica y los que promuevan el desarrollo de nuevas tecnologías.
6. Los estímulos, subsidios e incentivos a la producción de obras cinematográficas venezolanas.

### De las certificaciones de la obra cinematográfica
Según el artículo 42 serán certificadas como nacionales, las obras cinematográficas de carácter no publicitario o propagandístico de director venezolano o cuando el guion, adaptación, argumento, guion literal, diálogos o guion técnico sea de autor venezolano, o extranjero con visa de residente en el país. También cuando la versión sea en español o lengua indígena, el Comité Ejecutivo, podrá exigir el cumplimiento de este requisito.
Con el artículo 44, el CNAC Centro Nacional Autónomo de Cinematografía (CNAC), podrá promover acuerdos, pactos o convenios binacionales o multinacionales, según los cuales, las obras cinematográficas extranjeras podrán obtener los mismos beneficios otorgados a las nacionales, siempre que existan condiciones de reciprocidad.

### De la garantía a la libertad de creación
En el artículo 47 se dice que ningún realizador o productor podrá ser privado de su libertad personal por causa del tema, contenido, guion, personajes o demás elementos inherentes al mensaje o idea de la obra cinematográfica, salvo decisión que emane del órgano jurisdiccional competente.
Mientras que en el artículo 48 dice que la exhibición pública de una obra cinematográfica en cualquier medio, así como su venta, renta o comercialización, no podrá ser objeto de mutilación, censura o cortes, sin la autorización expresa y previa del titular de los derechos de autor.

### De las tasas y contribuciones
Según los artículos 50 y 51 de dicha ley, se crea una contribución especial que pagarán las personas naturales o jurídicas cuya actividad económica sea la exhibición de obras cinematográficas en salas de cine con fines comerciales, al Fondo de Promoción y Financiamiento del Cine (FONPROCINE), equivalente a 5 % del valor del boleto o billete de entrada.
Los que se dediquen a la exhibición de obras cinematográficas de naturaleza artística y cultural en salas alternativas o independientes podrán quedar exentos del cumplimiento de la respectiva obligación causada.
La contribución especial se autoliquidará y deberá ser pagada dentro de los primeros quince días del mes siguiente, en el que efectivamente se produjo el hecho imponible.
En referencia al artículo 51, las empresas que presten servicio de televisión de señal abierta con fines comerciales, pagarán al Fondo de Promoción y Financiamiento del Cine (FONPROCINE), una contribución especial, calculada sobre los ingresos brutos percibidos por la venta de espacios para publicidad, que se liquidará y pagará de forma anual dentro de los primeros cuarenta y cinco días continuos del año calendario siguiente a aquel en que se produjo el hecho gravable.
En cambio en el 52, las empresas que presten servicios de difusión de señal de televisión por suscripción con fines comerciales, sea esta por cable, satélite o por cualquier otra creada o por crearse, pagaría al Fondo de Promoción y Financiamiento de Cine (FONPROCINE), una contribución especial que se recaudara de la siguiente manera:
(0.50%) el primer año de entrada en vigencia de la presente Ley, (1%) el segundo año y uno (1,5%) a partir del tercer año, calculado sobre los ingresos brutos de su facturación comercial por suscripción de ese servicio, que se liquidará y pagará de forma trimestral dentro de los primeros quince días continuos del mes subsiguiente al trimestre en que se produjo el hecho imponible.
Artículo 53. Los distribuidores de obras cinematográficas con fines comerciales, pagarán al Fondo de Promoción y Financiamiento al Cine (FONPROCINE) una contribución especial, equivalente al (5%) de sus ingresos brutos, exigible dentro de los primeros cuarenta y cinco días continuos siguientes al vencimiento del año respectivo. La presente disposición no se aplicará a aquellas personas cuyos ingresos brutos obtenidos en el período fiscal respectivo, no superen las diez mil unidades tributarias (10.000 U.T.).
Artículo 54. Las personas naturales o jurídicas que se dediquen al alquiler o venta de videogramas, discos de video digital, así como cualquier otro sistema de duplicación existente o por existir, pagarán al Fondo de Promoción y Financiamiento al Cine (FONPROCINE), una contribución especial, equivalente al (5%) de su facturación mensual, sin afectación del impuesto al valor agregado correspondiente, exigible dentro de los primeros quince días continuos siguientes al mes de la ocurrencia del hecho imponible.
Artículo 55. Las personas naturales o jurídicas a las que se refiere el artículo anterior, deberán colocar en cada videograma, soporte o contenedor de la obra cinematográfica, antes de su venta o alquiler, el medio impreso o informático que el Centro Nacional Autónomo de Cinematografía (CNAC) establezca al efecto. Estos no podrán comercializarse sin el distintivo que permita identificar su correspondiente registro.
Artículo 56. Las empresas que se dediquen de forma habitual, con fines de lucro al servicio técnico, tecnológico, logístico o de cualquier naturaleza para la producción y realización de obras cinematográficas en el territorio nacional, pagarán al Fondo de Promoción y Financiamiento del Cine (FONPROCINE), una contribución especial, equivalente al uno por ciento (1%) de los ingresos brutos obtenidos en esas actividades, pagaderos de forma trimestral, dentro de los quince (15) días siguientes al vencimiento del período.

### De las exenciones, exoneraciones y estímulos
En el artículo 57 se especifica que los contribuyentes del impuesto sobre la renta realicen inversiones o donaciones a proyectos cinematográficos de producción o coproducción venezolana autorizadas por el Centro Nacional Autónomo de Cinematografía (CENAC) podrán incluir como gasto en la determinación del impuesto sobre la renta correspondiente al período gravable en que se realice la inversión o donación e independientemente de su actividad productora de la renta, la totalidad del valor real invertido o donado.
El Reglamento de la Ley establecerá las condiciones, términos y requisitos para otorgar este beneficio fiscal, el cual en ningún caso, será otorgado a cine publicitario o propagandístico.
Los artículos 58 y 60 explican que durante los primeros cinco años contados, las personas jurídicas que produzcan, distribuyan y exhiban obras cinematográficas nacionales de carácter no publicitario o propagandístico, quedan exentas del pago del Impuesto sobre la Renta por los ingresos y beneficios netos obtenidos de dichas actividades. Los exhibidores cinematográficos, podrán rebajar directamente en beneficio de la actividad de exhibición, hasta un veinticinco por ciento (25%) de la contribución especial a su cargo, cuando exhiban obras cinematográficas venezolanas certificadas como tales por el Centro Nacional Autónomo de Cinematografía (CNAC), fuera de la cuota pantalla señalada en el artículo 30 de esta Ley.

### De las infracciones y sanciones
Según el artículo 63, las sanciones establecidas en esta Ley deberán ser aplicadas por órgano del Centro Nacional Autónomo de Cinematografía (CNAC), a los fines del establecimiento de sanciones por faltas tributarias o administrativas, se seguirán las normas dispuestas en el Código Orgánico Tributario y en la Ley Orgánica de Procedimientos Administrativos, en cuanto le sean aplicables.
Artículo 68. El Centro Nacional Autónomo de Cinematografía (CNAC), podrá ordenar detener el rodaje de toda obra cinematográfica de producción extranjera que no tenga permiso, sin perjuicio de la imposición de una multa de cincuenta unidades tributarias (50 U.T.).
Artículo 69. El Centro Nacional Autónomo de Cinematografía (CNAC), a solicitud de parte interesada o de oficio, podrá mediante acto administrativo motivado, ordenar la retención preventiva de soporte o cualquier naturaleza contentivos de obras cinematográficas, que no hayan dado cumplimiento a lo establecido en la presente Ley. Para ello podrá solicitar la colaboración de la fuerza pública.

### Procedimiento y arbitraje
Artículo 71. Los procedimientos administrativos sancionatorios que inicie el Centro Nacional Autónomo de Cinematografía (CNAC), se rigen por los principios de premura, eficacia, economía e inmediación. Los procedimientos se iniciaran por denuncia de parte interesada o de oficio. La consultoría jurídica del Centro Nacional Autónomo de Cinematografía (CNAC), abrirá el procedimiento mediante auto motivado, siguiendo las reglas establecidas en la Ley Orgánica de Procedimientos Administrativos. Seguidamente, se ordenará el mismo día la citación de los denunciados, según corresponda, para que al tercer día hábil siguiente de practicada la citación se dé contestación al Acta, o se presenten los descargos correspondientes. A continuación, se abrirá un lapso de pruebas de cinco días hábiles. Las partes presentarán sus conclusiones dentro de los dos días hábiles siguientes.
La consultoría jurídica presentará al quinto día hábil siguiente un proyecto de decisión al Comité Ejecutivo, quien tomará decisión dentro de los treinta días hábiles siguientes de su recibo, agotándose de esta forma la vía administrativa.
Contra la Resolución se podrá ejercer los recursos jurisdiccionales, dentro de los treinta días hábiles siguientes, contados a partir de la notificación. La interposición del Recurso suspende los efectos del acto.
Artículo 72. Las personas naturales y jurídicas sujetos de la presente Ley, someterán a arbitraje las controversias no resueltas entre las mismas, que se susciten con respecto a las relaciones jurídicas reguladas por esta, ello de conformidad con lo dispuesto en la Ley de Arbitraje Comercial.

### Disposición final
Única: La presente Ley se hará vigente sesenta días después de su publicación en la Gaceta Oficial de la República Bolivariana de Venezuela.

## Leyes adicionales en el sector cinematográfico
Dentro del amplio ámbito audiovisual existen muchos temas que competen a diferentes sectores y son aplicables otro tipo de leyes y reglamentos por los que se rigen cada uno, ya que al momento de realización de un producto audiovisual se deben tomar en consideración los distintos aspectos legales.
Entre los diferentes reglamentos y leyes vigentes se encuentran:
- Reglamento de la Ley de la Cinematografía Nacional
- Reglamento Interno de Estímulo a la Cultura Cinematográfica
- Ley sobre el derecho de autor
- Ley Orgánica de la cultura

Asimismo, el Secretario Permanente de la Comisión de Cultura y Recreación de la Asamblea Nacional, Antonio D’ Jesús, emitió un comunicado en diciembre de 2016 con respecto a los problemas de censura con la película venezolana El Inca, que, de acuerdo con las leyes mencionadas, éstas amparan el medio y están obligados a:
1. Garantizar el derecho a la libertad de crear.
2. La libertad de creación forma parte de la diversidad cultural venezolana.
3. Todos los venezolanos tenemos derechos de acceder a la diversidad cultural venezolana a través de la divulgación, producción e inversión.